# Tereza Kopáčová
Tereza Kopáčová (* 29. prosince 1969 Praha) je česká filmová a televizní režisérka, scenáristka a dokumentaristka.

## Život
Narodila se v Praze. Jejím otcem je dokumentarista Zdeněk Kopáč. V roce 1997 absolvovala obor dokumentární tvorby na pražské FAMU. Již na škole získala ocenění za studentský snímek Něco z Carmen.
V televizi začínala jako publicistka a dokumentaristka s několika příspěvky do pořadu Cestománie a do cyklu GEN – Galerie elity národa.
Několik let působila také jako šéfredaktorka časopisu Story.
S manželem Janem Vrabelem má dceru Luisu Vrabelovou (* 2009).

## Ocenění
Za svou tvorbu získala Tereza Kopáčová několik ocenění Český lev a Cena České filmové kritiky:

### Český lev
- 2018 – Nejlepší televizní film nebo minisérie – nominace za Metanol
- 2021 – Nejlepší televizní seriál – vítězství za Ochránce[4]
- 2021 – Nejlepší televizní film nebo minisérie – nominace za Případ Roubal[4]
- 2024 – Nejlepší televizní minisérie nebo seriál – nominace za Smysl pro tumor

### Ceny České filmové kritiky
- 2021 – Mimo kino – vítězství za Ochránce
- 2024 – Mimo kino – nominace za Smysl pro tumor